# Ce monde est cruel
Albums de Vald
NQNT33
(2018)  V
(2022)
Singles
1. Journal Perso II[3]
Sortie : 12 septembre 2019

Ce monde est cruel est le 3e album studio et 8e projet musical de Vald sorti le 11 octobre 2019. Il fait suite à l'album studio Xeu et à la mixtape NQNT33. L'album est écrit par Vald et il est composé et produit par Seezy.

## Écriture et composition
L'album composé de 16 chansons écrites par Vald. Les chansons sont composées et produites par Seezy sauf Pourquoi par Bellagio, Ponko et Tchami ainsi que Rappel composée et produite par Zeg P.
La majorité de l'album a été écrite et enregistrée dans le home studio de Vald et de son ingénieur du son Sirius. Vald fait un séjour à Miami en Floride aux États-Unis pour travailler avec Tchami membre du collectif Pardon My French.

## Promotion
Pour promouvoir la sortie de l'album, Vald sort en single Journal Perso II et l'accompagne d'un clip vidéo sorti le 27 septembre 2019. Lorsque l'album sort en octobre 2019, quatre éditions collectors sont proposées et incluent des titres supplémentaires. Il a également publié des vidéos sur son compte Instagram où l'on le voit dans différents pays avec des publicités pour son album sur des écrans géants. Le 16 septembre à Tokyo, le 23 à Times Square et le 30 à Dubai. 

## Accueil critique
Télérama apprécie la dimension politique de l'album. Pour Charts in France, Vald « pose un regard sur le monde, parle de son rapport conflictuel au succès, à l'argent, à la solitude aussi, sans se départir de son sens du bon mot mais avec une volonté d'être un peu plus pris au sérieux ». Pour Olivier Lamm de Libération, « ce troisième album est donc celui d'un artiste qui se cherche, se fouille, se trahit parfois, et arrive ici ou là à se renouveler ».

## Classements et certifications

### Classements
| Classement (2019)            | Meilleure position |
| ---------------------------- | ------------------ |
| Belgique (Flandre Ultratop)  | 28                 |
| Belgique (Wallonie Ultratop) | 1                  |
| France (SNEP Megafusion)     | 1                  |
| Suisse (Schweizer Hitparade) | 3                  |

### Certifications
| Région | Certification | Ventes/Streams |
| --- | ------------- | -------------- |
| France | 2 × Platine   | 200 000        |
| *Ventes selon la certification ^Mise en rayon selon la certification xNon précisé par la certification ‡ventes/streaming selon la certification |               |                |

## Pistes
| Ce monde est cruel - Édition standard | Ce monde est cruel - Édition standard | Ce monde est cruel - Édition standard | Ce monde est cruel - Édition standard | Ce monde est cruel - Édition standard | Ce monde est cruel - Édition standard | Ce monde est cruel - Édition standard | Ce monde est cruel - Édition standard | Ce monde est cruel - Édition standard | Ce monde est cruel - Édition standard |
| No                                    | Titre                                 | Auteur                                | Producteur(s)                         | Durée                                 |                                       |                                       |                                       |                                       |                                       |
| ------------------------------------- | ------------------------------------- | ------------------------------------- | ------------------------------------- | ------------------------------------- | ------------------------------------- | ------------------------------------- | ------------------------------------- | ------------------------------------- | ------------------------------------- |
| 1.                                    | Poches pleines                        | Seezy, Vald                           | Seezy                                 | 3:26                                  |                                       |                                       |                                       |                                       |                                       |
| 2.                                    | NQNTMQMQMB (feat. Suikon Blaz AD)     | Seezy, Vald, Suikon Blaz AD           | Seezy                                 | 3:30                                  |                                       |                                       |                                       |                                       |                                       |
| 3.                                    | Journal perso II                      | Seezy, Vald                           | Seezy                                 | 3:33                                  |                                       |                                       |                                       |                                       |                                       |
| 4.                                    | Ce monde est cruel                    | Seezy, Vald, Tchami                   | Seezy, Tchami                         | 3:04                                  |                                       |                                       |                                       |                                       |                                       |
| 5.                                    | PensionMan                            | Seezy, Vald                           | Seezy                                 | 3:31                                  |                                       |                                       |                                       |                                       |                                       |
| 6.                                    | Ma star                               | Seezy, Vald                           | Seezy                                 | 3:20                                  |                                       |                                       |                                       |                                       |                                       |
| 7.                                    | Ignorant                              | Seezy, Vald                           | Seezy                                 | 2:46                                  |                                       |                                       |                                       |                                       |                                       |
| 8.                                    | Halloween                             | Seezy, Vald, SCH                      | Seezy                                 | 3:08                                  |                                       |                                       |                                       |                                       |                                       |
| 9.                                    | Dernier Retrait (feat. SCH)           | Seezy, Vald, SCH                      | Seezy                                 | 3:59                                  |                                       |                                       |                                       |                                       |                                       |
| 10.                                   | Keskivonfer                           | Seezy, Vald                           | Seezy                                 | 3:40                                  |                                       |                                       |                                       |                                       |                                       |
| 11.                                   | Pourquoi                              | Bellagio, Ponko, Vald                 | Bellagio, Ponko, Tchami               | 3:08                                  |                                       |                                       |                                       |                                       |                                       |
| 12.                                   | J'pourrai                             | Seezy, Vald                           | Seezy                                 | 3:17                                  |                                       |                                       |                                       |                                       |                                       |
| 13.                                   | No Friends                            | Seezy, Vald                           | Seezy                                 | 3:35                                  |                                       |                                       |                                       |                                       |                                       |
| 14.                                   | ASB (feat. Maes)                      | Seezy, Vald, Maes                     | Seezy                                 | 3:56                                  |                                       |                                       |                                       |                                       |                                       |
| 15.                                   | Royal Bacon                           | Seezy, Vald                           | Seezy                                 | 3:20                                  |                                       |                                       |                                       |                                       |                                       |
| 16.                                   | Rappel                                | Zeg P, Vald                           | Zeg P                                 | 5:11                                  |                                       |                                       |                                       |                                       |                                       |
| 56:29                                 |                                       |                                       |                                       |                                       |                                       |                                       |                                       |                                       |                                       |

| 17. | Casimir               |  |
| 18. | Doli                  |  |
| 19. | Persuadé              |  |
| 20. | Gringo envoie un mess |  |

## Titres certifiés en France
- Journal perso II  Diamant [14]
- Dernier retrait (feat. SCH)  Or [15]
- Rappel  Or [16]
- Ce Monde est cruel  Or [17]
- Ignorant  Or [18]